# John Servis
John C. Servis, född 25 oktober 1958 i Charles Town, West Virginia, är en amerikansk galopptränare, mest känd som tränare till Smarty Jones.

## Karriär
Servis var relativt okänd fram till maj 2004, då hans häst Smarty Jones segrade i Kentucky Derby, och senare även Preakness Stakes. 2016 segrade Cathryn Sophia i Kentucky Oaks med 2-3/4 längder över Land Over Sea. 2018 vann Servis sitt första Breeders' Cup-löp med Jaywalk i Breeders' Cup Juvenile Fillies.
Servis är bror till tränaren Jason Servis, och svåger till tränaren Edward Plesa.